# ルク・カスタイニョス
ルク・カスタイニョス（Luc Castaignos, 1992年9月27日 - ）は、オランダ・南ホラント州スヒーダム出身のサッカー選手。ポジションはフォワード。メディアによってはルク・カステグノス、またはルク・カスタイノスと表記される。
Kリーグ時代の登録名はルク（ハングル: 룩）。

## 経歴

### クラブ

#### フェイエノールト
フランス人の父とカーボベルデ出身でイタリア国籍を持つ母との間に生まれる。1997年に地元クラブのエクセルシオール'20に入団。2007年夏にフェイエノールトのユースアカデミーに移籍。2008年10月30日に同チームとプロ契約を結んだ。
2009年の夏からトップチームの練習に参加するようになり、同年9月24日に行われたKNVBカップの戦で公式戦デビューを果たした。翌2010-11シーズンにはレギュラーに定着。15得点を挙げ、ロイ・マカーイの引退、ヨン・ダール・トマソンの負傷で9番が不在のチームにおいて貴重な役割を果たした。17歳以下とは3年以上の契約を結べないというルールによってフェイエノールトとの契約延長オプション無効を主張し、シーズン途中の3月、セリエAのインテルへの移籍を決める。契約期間は翌シーズンからの4年間で、移籍金は150万ユーロとされている。

#### インテル
2011年9月20日のノヴァーラ戦に先発出場しセリエAデビューを果たす。11月27日のシエナ戦では終了間際にセリエA初ゴールを決め、これが決勝点となった。

#### FCトゥウェンテ
2012年7月、移籍金600万ユーロ、4年契約でFCトゥウェンテへの移籍が決まった。同じく新加入のベテランドミトリ・ブリキンの怪我により第1ストライカーとしてシーズンに入ったが、チャンスシーンを逃し続けるなど低調なパフォーマンスで高い期待に応えることはできず、ファンからチーム低迷の象徴として批判を浴び、「高い移籍金とサラリーに対して効率性が低すぎる」、「プロ・フットボール選手としてはテクニックのレベルがスキャンダラス」とNUsportのアンケートでこのシーズンの『今シーズンのエールディヴィジ最悪の買い物』に選ばれている。

#### フランクフルト
2015年6月30日にアイントラハト・フランクフルトへ移籍した。

#### スポルティングCP
2016年8月29日、スポルティングCPと3年契約を結んだ。だが公式戦14試合で無得点と不発に終わり、2017年8月7日にフィテッセへレンタル移籍。2018-19シーズンはスポルティングCPへ復帰したが活躍できず、2019年2月19日に契約が解除された。

#### 慶南FC
2019年2月20日、慶南FCへ移籍。だがここでも低調な結果に終わり、2020年9月21日に契約が解除された。

#### マグデブルク
2023年1月18日、マグデブルクへの加入が発表された。

### 代表
15歳でU-17オランダ代表に選出され、翌年に行われたUEFA U-17欧州選手権2009で得点王となり、チームの準優勝に貢献。同年の2009 FIFA U-17ワールドカップにも出場した。同大会終了後にU-19に昇格し、2010年に行われたUEFA U-19欧州選手権の予選および本大会でプレーした。2011年9月1日には18歳にしてU-21デビューを果たしたが、その試合で監督 コル・ポットを失望させるプレーに終わり、その後は招集外が続いている。

## プレースタイル・評価
そのプレースタイルからティエリ・アンリと比較されることが多いが、本人は「僕はカスタイニョスであり、彼はアンリだ」と述べ「アンリ2世」であることを否定している。
インテル時代の同僚であるヴェスレイ・スナイデルによれば「彼は最高の選手」だが、練習では素晴らしいプレーをみせているのに試合で力を発揮できないのは若さが原因だとしている。
フェイエノールト時代のチームメイトであり、後にFWコーチとなったロイ・マカーイはFC トゥエンテでオランダに復帰したカスタイニョスについて、「2年前に左足とヘディングをもっと改善しなければいけないと彼に言ったが、トゥエンテでのプレーを見る限りほとんど良くなっていない。彼にはまだまだ改善点が多い。しかしそれができれば間違いなくとても優秀なストライカーになる」と語っており、オランダでは彼のインテルへの移籍とその後の顛末は『将来性あるタレントが若すぎる国外挑戦で失敗する最たる例』と見られている。
フェイエノールト・ユースのコーチコー・アドリアーンセは「彼がフェイエノールトに来た時はすにで15歳近くになっていて、トラップやヘディングという基本的な技術でかなり遅れを取っていた」と育成時代の出遅れを指摘、その上でさらに「イタリアでの1年でフットボール選手としての成長が止まってしまった。しかしまだ20歳だし、まずフェイエノールト時代のレベルに戻るための時間が必要」と語っている。

## タイトル
- スポルティングCP
  - タッサ・ダ・リーガ：2018-19